# Virtual International Authority File
Virtual International Authority File (VIAF) er et internationalt autoritetsdata register (fx personnavne, emner, steder,...). Det er et fællesprojekt mellem flere nationalbiblioteker og drives af Online Computer Library Center (OCLC). Projektet blev dannet af Deutsche Nationalbibliothek og Library of Congress.

## Deltagende biblioteker og institutioner (udvalg)
- Biblioteca Nacional de España, Madrid (Spanien)
- Biblioteca Nacional de Portugal, Lissabon (Portugal)
- Bibliotheca Alexandrina, Alexandria (Egypten)
- Bibliothèque nationale de France, Paris (Frankrig)
- British Library, London (Storbritannien)
- CiNii, bibliografisk database oprettet og vedligeholdt af National Institute of Informatics, Tokyo (Japan)
- Deutsche Nationalbibliothek, Frankfurt (Tyskland)
- Getty Research Institute, Los Angeles (USA)
- Historisches Lexikon der Schweiz, (Schweiz)
- Istituto Centrale per il Catalogo Unico, Rom (Italien)
- Kungliga Biblioteket, Stockholm (Sverige)
- Library of Congress, Washington DC (USA)
- National Library of Australia, Canberra (Australien)
- National Library of Israel, Jerusalem (Israel)
- National Library of the Czech Republic, Prag (Tjekkiet)
- Russian State Library, Moskva (Rusland)
- Swiss National Library, Bern (Schweiz)
- Vatikanbiblioteket, (Vatikanstaten)